# Aeroportul Alfonso López Pumarejo
Aeroportul Alfonso López Pumarejo (IATA: VUP, ICAO: SKVP) este un aeroport din Cesar Department⁠(d), Columbia ce deservește zona Valledupar⁠(d). Aeroportul a fost tranzitat în 2022 de 507.343 de pasageri. A fost numit după Alfonso López Pumarejo⁠(d).
Situat la o altitudine de 138 m, aeroportul dispune de o singură pistă.